# Pjotr Jakubovitj
Pjotr Filippovitj Jakubovitj (ryska: Пётр Филиппович Якубович) , född 3 november (gamla stilen: 22 oktober) 1860 i Valdajskij ujezd, guvernementet Novgorod, död 30 mars (gamla stilen: 17 mars) 1911 i Sankt Petersburg, var en rysk författare.
Jakubovitj studerade i Sankt Petersburg, satt tre år i Peter-Paulfästningen för deltagande i politiska rörelser och hölls 1887–1899 till straffarbete i Sibirien. I tidskriften "Russkoje bogatstvo" publicerade han 1895 under pseudonymen "L. Melsjin" (som litteraturkritiker kallade han sig "P.F. Grinevitj") uppseendeväckande skildringar från fångarnas liv i Sibirien, V mirje otverzjennych (I de förkastades värld) och Pasynki zjizni (Livets styvbarn), som utgick i flera upplagor och näst efter Fjodor Dostojevskijs "Anteckningar från det döda huset" ansågs som de yppersta i sitt slag genom den realistiska skärpan, stundom mildrad av en viss humor och alltid av varm medkänsla för de olyckliga. Som poet var han högt skattad under märket "P. Ja" (två band dikter, 1898, 1901). Vemodig lyrik, personlig resignation och stark idealism med tro på en bättre framtid utmärker hans formsköna dikter, varibland märks hans innerliga poem till systern och poetiska bilder från de sibiriska bergkullarnas nejder (V stranje sopok).
I svensk översättning finns endast I de utstöttas värld: en före detta straffarbetares anteckningar (översättning Kjell Johansson, Murbräckan, 2010)